# Walter Detering
Walter Detering (* 8. Oktober 1907 in Dielingen; † nach 1945) war ein deutscher Parteifunktionär (NSDAP). Er war Reichsamtsleiter und Kreisleiter.

## Leben
Detring schloss sich nationalsozialistischen Ideen an und trat zum 1. September 1931 der NSDAP bei (Mitgliedsnummer 639.182), in der er zum Kreisleiter von Halberstadt im Gau Magdeburg-Anhalt aufstieg. Als solcher blieb er bis April 1945 im Amt, wobei er zuletzt noch zum Verteidigungskommissar ernannt worden war. Danach floh er vor den amerikanischen Besatzern.
Daneben war er Reichsamtsleiter bei der Parteikanzlei der NSDAP. Er leitete zuletzt in Vertretung die Abteilung II B 5: Gliederungen.